# حوزه سرشماری
حوزهٔ سرشماری منطقه‌ای جغرافیایی به منظور انجام سرشماری است. گاه حوزه‌های سرشماری منطبق بر محدودهٔ شهرها یا سایر تقسیمات اداری هستند و معمولاً داخل یک شهرستان چند حوزهٔ سرشماری وجود دارد. حوزه‌ها خود می‌توانند به زیرحوزه‌ها تقسیم شوند. معمولاً سعی می‌کنند حوزه‌ها را جوری تعریف کنند که از لحاظ مشخصه‌های جمعیتی، وضعیت اقتصادی، و شرایط زندگی یکدست باشند. در آمریکا اندازهٔ معمول یک حوزهٔ سرشماری ۴۰۰۰ هزار نفر است. مرزهای حوزه‌های سرشماری معمولاً ثابت می‌مانند تا امکان مقایسهٔ آمار در سرشماری‌های مختلف مهیا باشد، هرچند تقسیم یک حوزه به دو حوزه در اثر افزایش جمعیت کم اتفاق نمی‌افتد. در سرشماری سال ۲۰۱۰ آمریکا ۷۳٬۰۵۷ حوزهٔ سرشماری (census tract) وجود داشت که خود به ۲۱۷٬۷۴۰ گروه بلوکه (block group) و ۱۱٬۰۷۸٬۲۹۷ بلوکهٔ سرشماری (census block) تقسیم می‌شدند.